# Rhynchostegium distans
Rhynchostegium distans là một loài Rêu trong họ Brachytheciaceae. Loài này được Besch. miêu tả khoa học đầu tiên năm 1880.